# Sauce rouennaise
 (avril 2013).
Si vous disposez d'ouvrages ou d'articles de référence ou si vous connaissez des sites web de qualité traitant du thème abordé ici, merci de compléter l'article en donnant les références utiles à sa vérifiabilité et en les liant à la section « Notes et références ».

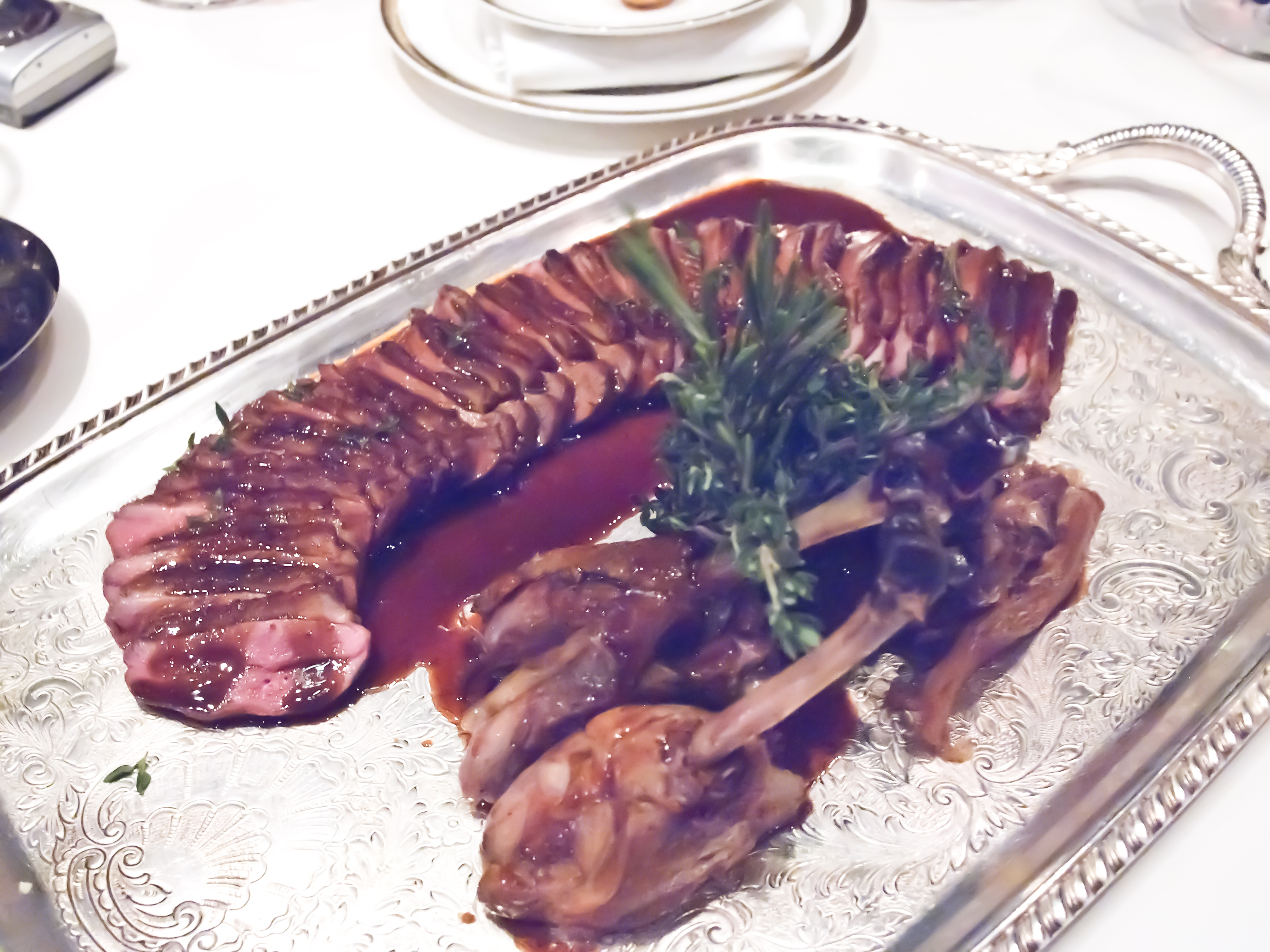
Caneton rouennaise à la presse, dont la recette contient entre autres de la sauce rouennaise

La sauce rouennaise est une spécialité culinaire de Normandie qui remonte au début du XIXe siècle. Très relevée, la sauce rouennaise accompagne le canard rôti ou farci ou les œufs pochés.
Il s’agit d’échalotes blondies au beurre et mouillées avec du cidre laissé à réduire avant d’être allongé de fond brun de veau avec persil, sel et poivre. La sauce est ensuite complétée à l’aide de foies de canard finement hachés.